# Cardenal nepote

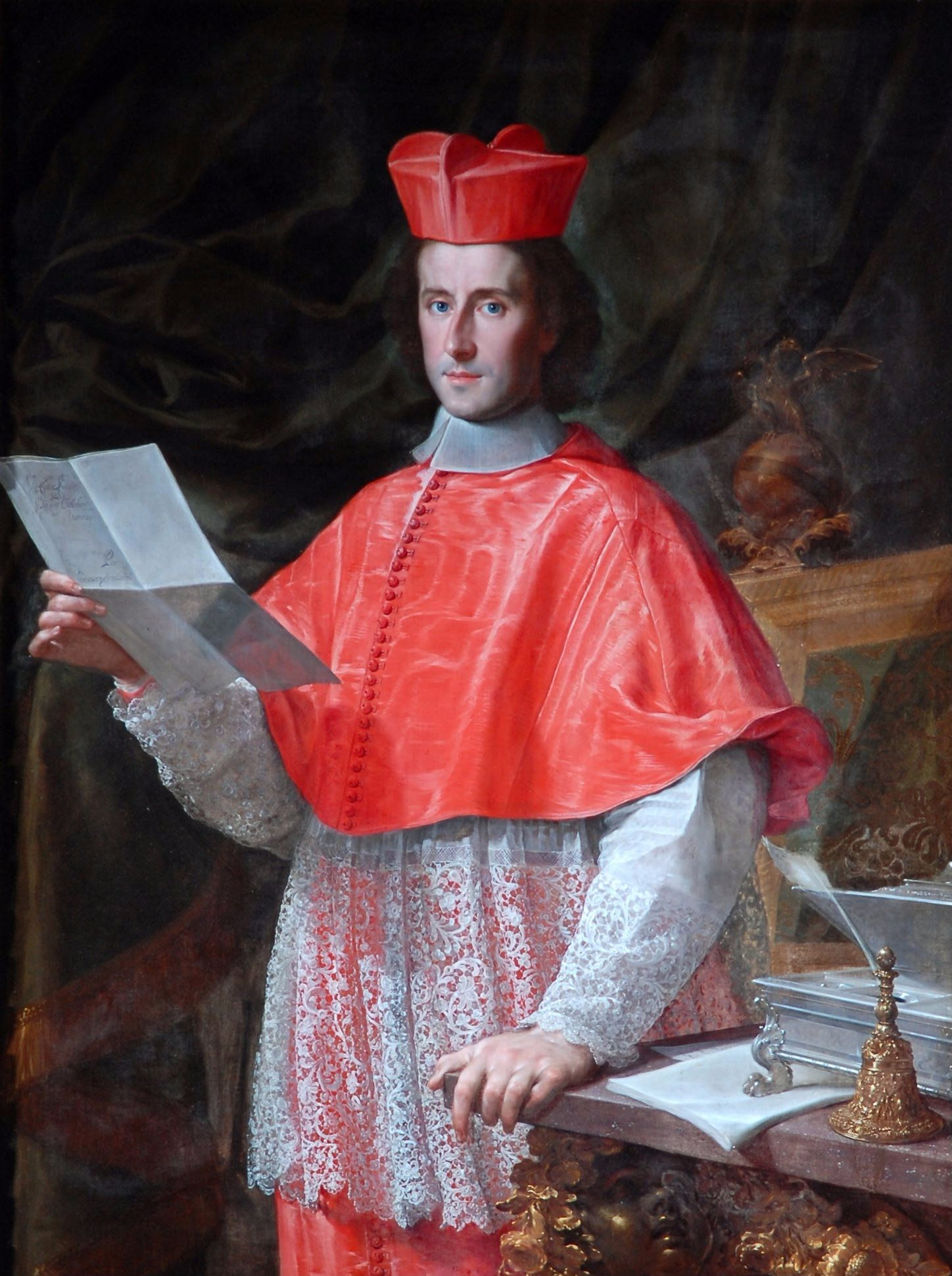
Pietro Ottoboni, el último "cardenal nepote" (oficio de la Curia, no confundirse con el "cardenal nepote"), pintado por Francesco Trevisani.

Un cardenal nepote (también conocido como valido de su tío; en latín: cardinalis nepos; en italiano: cardinale nipote; en francés: prince de fortune) es un cardenal promovido por un papa que es su tío (en italiano, nepote significa sobrino) o, de un modo más general, su pariente. La práctica de crear cardenales nepotes tuvo su origen en la Edad Media, y alcanzó su apogeo en los siglos XVI y XVII. La palabra nepotismo hace referencia a esta práctica. A partir de mediados del Papado de Aviñón (1309–1377) y hasta la bula del anti-nepotismo del papa Inocencio XII, Romanum decet pontificem (1692), un papa sin un cardenal nepote era una excepción a la regla. Todos los papas del Renacimiento que nombraban cardenales debían elegir a un pariente para el Colegio Cardenalicio, y sus sobrinos eran la elección más común.
La institución del cardenal nepote evolucionó durante los siguientes siete siglos, al punto de cambiar el desarrollo de la historia del papado y de los propios estilos de los diversos papas. De 1566 a 1692, un cardenal nepote ocupaba el cargo curial de Superintendente del Estado Eclesiástico, este cargo también era conocido como Cardenal Sobrino (sin guion), para que los términos no se confundiesen. El oficio curial del Cardenal Sobrino (sin guion y cargo curial), como la institución del cardenal nepote (familiar del papa), entraron en declive a medida que el poder del Cardenal Secretario del Estado iba aumentando mientras que el de los papas disminuía entre los siglo XVII y XVIII. Dentro de los cardenales nepotes notables pueden destacar 15, y posiblemente 18 papas: (Gregorio IX, Adriano V, Gregorio XI, Bonifacio IX, Inocencio VII, Eugenio IV, Paulo II, Alejandro VI, Pío III, Julio II, León X, Clemente VII, Benedicto XIII, y Pío VII, y Juan XIX, Inocencio III y Benedicto XII, de ser cardenales). También fueron cardenales nepotes un antipapa (Juan XXIII) y dos o tres santos (Carlos Borromeo, Guarino de Palestina, y tal vez Anselmo de Lucca, en caso de haber sido realmente cardenal).

## Historia

### Antes de 1566
La creación de cardenales nepotes antecede a la preeminencia jerárquica de los cardenales en la Iglesia católica, que creció a partir del decreto hecho por el papa Nicolás II (1059), In nomine Domini, que establecía a los cardenales-obispos como los únicos con el poder para elegir a un papa, con el consentimiento de los cardenales-diáconos o de los cardenales-presbíteros. El primer cardenal nepote conocido fue Lotario (o Loctarius), seniore, primo del papa Benedicto VIII (1012–1024), elegido circa 1015. Benedicto VIII también designó a su hermano Giovanni (futuro papa Juan XIX) y a su primo Teofilatto (futuro papa Benedicto IX) como cardenales-diáconos. Posiblemente el primer cardenal-nepote conocido después de 1059 fue San Anselmo de Lucca, sobrino o hermano del papa Alejandro II (1061–1073), aunque hasta finales del siglo XII la mayoría de las designaciones resultaban dudosas, debido a que la relación familiar entre el papa y el cardenal no estaba comprobada, o porque el cardenalato del papa era incierto.
De acuerdo con el historiador John Bargrave, «para la sesión 21 del Concilio de Basilea, el número de cardenales no sobrepasaba los 24, y no había ni un sólo nepote del papa o de cualquier eminencia religiosa dentro de ese número (Sesión 23)». El papa Clemente VI seleccionó al mayor número de cardenales nepotes, seis de ellos el 20 de septiembre de 1342, el mayor número de cardenales nepotes nombrados en una única ocasión. La capitulación del cónclave de 1464 limitó al papa (en ese entonces bajo el papado de Paulo II) en sus nombramientos de un cardenal nepote, junto con otras condiciones con el fin de aumentar el poder del Colegio cardenalicio y disminuir el de los papas.
El Quinto Concilio de Letrán declaró en 1514 que la atención a los familiares era recomendada, y que la creación o el nombramiento de cardenales nepotes era justificada por la necesidad de cuidar de los familiares indigentes. Un cardenal nepote podía recibir ingresos considerable: por ejemplo, Alejandro Farnesio, cardenal nepote del papa Paulo III (1534–1549) acumuló 64 beneficios de manera simultánea en conjunto con la vicecancillería.
El papa Paulo IV (1555–1559), en su vejez, «cayó casi por completo bajo la influencia del cardenal nepote»; el cardenal nepote del papa Paulo IV, Carlo Carafa, fue acusado en agosto de 1558 por un teatino de seducir a una noble romana, Plautila de' Massimi, quien había entrado en posesión de una cantidad excesiva de dinero y joyas, sin embargo, los cargos fueron retirados. San Carlos Borromeo, cardenal nepote del papa Pío IV (1559–1565), aseguró la subordinación del secretarius intimus al cardenal nepote, y que solía conocerse como secretarius maior. Pío IV fue famoso por el nepotismo: entre 1561 y 1565 transfirió más de 350.000 scudi a sus familiares.

### A partir de 1692
El papa Inocencio XII (1691-1700) promulgó una bula papal el 22 de junio de 1692, Romanum decet pontificem, que prohibía el cargo de cardenal nepote, limitando a sus sucesores a elevar sólo a un familiar a cardenal, eliminando varias sinecuras tradicionalmente reservadas a los cardenales nepotes, y poniendo límite a los estipendios o ayudas financieras que podía recibir el sobrino del papa a 12.000 escudos. La bula Romanum decet pontificem se incorporaría en el Código de Derecho Canónico de 1917 en los cánones 240, 2; 1414, 4; y 1432, 1. En 1694, la serie de reformas de Inocencio XII se completó con una costosa campaña para eliminar la «venalidad» de los empleos mientras se los reembolsaba a sus dueños. Estas reformas son consideradaspor algunos estudiosos como una reacción tardía a la crisis financiera causada por el nepotismo de Urbano VIII (1623-1644).
Pero incluso después de Romanum decet pontificem, sólo tres de los ocho papas del siglo XVIII no tuvieron un hermano o sobrino cardenal. El Colegio cardenalicio aparentemente prefería la regencia de los sobrinos que la de los favoritos, que percibieron como la alternativa; por ejemplo, el Colegio urgió al papa Benedicto XIII (1724-1730) a nombrar a un cardenal, sobrino, que se esperaba reemplazara a Niccolò Coscia, de mala reputación. Gregorio XIII (1572-1585) también fue presionado por figuras clave en el Colegio para nombrar a su sobrino, el cardenal Filippo Boncompagni.
Hubo un declive en la influencia de los cardenales nepotes a lo largo del siglo XVIII, a medida que el poder del Cardenal Secretario de Estado iba aumentando. La iglesia del papa Benedicto XIII (1724–1730) es descrita por el historiador Eamon Duffy como «todos los males del nepotismo sin el sobrino». Neri Corsini, cardenal nepote de Clemente XII (1730–1740) fue por mucho el más poderoso nepote del siglo XVIII, debido a la edad avanzada de su tío y a su ceguera. Sin embargo, el sucesor de Clemente XII, Benedicto XIV (1740-1758) es descrito por Hugh Walpole como «un sacerdote sin la indolencia o el interés, un príncipe sin favoritos, un papa sin sobrinos».
Romoaldo Braschi Onesti, cardenal nepote de Pío VI (1775–1799), fue el penúltimo cardenal nepote. A pesar de que el linaje de Pío VI era originario a una familia noble de Cesena, su única hermana se casó con un hombre de una familia Onesti. Por lo tanto, encomendó a un genealogista trazar el linaje de la nobleza de los Onesti, una empresa que sólo proporcionó un enlace circunstancial con Romoaldo.
Tras el cónclave turbulento de 1799-1800, el papa Pío VII (1800-1823) evitó a la institución del cardenal nepote y decidió confiar en su Cardenal Secretario de Estado, Ercole Consalvi. Durante el siglo XIX, el único sobrino de un papa en ser creado cardenal fue Gabriele della Genga Sermattei, sobrinho de León XII, nombrado cardenal por el papa Gregorio XVI el 1 de febrero de 1836. A pesar de ello, la institucionalización del nepotismo desapareció  en el siglo XVIII, las «pietas» (deber de familia) sigue siendo el tema de la administración papal en el siglo XX, aunque rara vez con la clara intervención de un papa tío. Siguiendo el ejemplo de Pío VI, los papas León XIII (que elevó al hermano Giuseppe Pecci a cardenal el 12 de mayo de 1879) y Pío XII (1939–1958) debilitó la burocracia oficial de la Curia en favor de un gobierno paralelo, en el que miembros de la familia a menudo eran personajes prominentes. La pérdida temporal del poder sobre los Estados Pontificios (de facto en 1870 con la «cuestión romana» y de jure en 1929 con el Tratado de Letrán) también ocasionó la eliminación de las condiciones estructurales que habían sido los roles predominantes en la política familiar de los antiguos papas.

## Papel en los cónclaves
Incluso en el siglo XVIII, un cardenal nepote podría ejercer influencia en los cónclaves que siguiesen a la muerte de su tío, bajo la figura de aquel a quien los cardenales desearan la continuación del statu quo que pudiesen consultar. En lo particular, el cardenal nepote tenía una creciente lealtad de parte de los cardenales creados por su tío, mismos en los cuales había generalmente ejercido influencia para su nominación. Por ejemplo, Alessandro Peretti di Montalto lideró a los cardenales ascendidos por su tío en el cónclave de otoño de 1590 a pesar de contar con tan sólo 21 años de edad. Según el historiador Frederic Baumgartner: «Dichos nombramientos garantizaban que la familia del papa tendría un poder e influencia durante mucho más tiempo que el breve lapso durante el cual el propio papa reinaría». Una excepción notable fue la del papa Gregorio XV (1621-1623), quien negó la solicitud en su lecho de muerte de Ludovico Ludovisi para nombrar más familiares para el Colegio, diciendo que tenía: «Lo suficiente como para rendir cuentas a Dios por aquellos que nombrara y no fueron de confianza».
Sin embargo, los cardenales nepotes no tenían garantizado el liderazgo de los cardenales creados por sus tíos: por ejemplo, en el cónclave de 1621, Scipione Borghese pudo contar apenas con 29 votos (una parte de los 56 cardenales de su tío), Pietro Aldobrandini controló apenas a nueve (de los trece restantes cardenales de su tío), y Montalto solamente cinco de los restantes. De hecho, las rivalidades internacionales muchas veces superaban la lealtad de la familiar cuando los cardenales nepotes estaban, relativamente, «mal organizados». Como el papa Inocencio X (1644-1655) murió con el rango de cardenal nepote vacante, su grupo se había dividido y se encontraba sin dirección en el cónclave, aunque su cuñada Olimpia Maidalchini había sido invitada a hablar con los cardenales, incluso dentro de la sala de reunión —la única mujer en la historia con tal honor.
La Instruzione al cardinal Padrone circa il modo come si deve procurare una fazione di cardinali con tutti i requisiti che deve avere per lo stabilimento della sua grandezza («Instrucciones para el cardenal jefe sobre cómo crear una facción de cardenales con todos los requisitos necesarios para el establecimiento de su grandeza»), descubierto en el archivo de Santa Maria in Monserrato aconseja a los cardenales nepotes cómo consolidarse en el poder en el Colegio de los Cardenales. En otro texto, el Ricordi dati da Gregorio XV al cardinale Lodovisio suo nipote («Memorias de Gregorio XV al cardenal Lodovisio su nepote») aconseja las formas de subir en la estructura de la Curia Romana.
Un análisis de los cinco cónclaves realizados entre 1605 y 1644, muestra que los cardenales nepotes no tenían, por lo general, éxito en la elección de sus candidatos, aunque el ganador fuese uno de los dos cardenales ascendidos por el papa fallecido. Los cardenales de la corona, sobre todo cuando se dignaban viajar a Roma con motivo del cónclave, tendían a oponerse a la elección de los cardenales nepotes, pero también se oponían a la elección de los cardenales de la corona enviados por otros monarcas. En general, un cardenal nepote habría de sobrevivir a uno o más sucesores de su tío para empezar a ser visto como papabile, tanto a causa de su juventud como la tendencia a ser tomado como un posible culpable de algunos eventos políticos impopulares de sus tíos.

## Cardenal Secretario del Estado
En consecuencia del Concilio de Trento (1563), el papa Pío V (1566–1572) concibió los términos para el oficio de Superintendente del Estado Eclesiástico, quien debería ocuparse de los asuntos temporales de los Estados Pontificios y de la relacionex externas de la Santa Sede. Después de no haber logrado dividir los deberes del Superintendente por cuatro cardenales no familiares, Pío V cedió los pedidos al Colegio cardenalicio y a su embajador de España, y nombró a su sobrino nieto, Michele Bonelli, como Superintendente, demarcando sus funciones por una bula que data del 14 de marzo de 1566. Sin embargo, Pío V evitó rotundamente delegar cualquier tipo de poder real y autónomo a Bonelli.
El cardenal nepote (también llamado cardinale padrone o Secretarius Papae et superintendens status ecclesiasticæ: «Superintendente del Estado Eclesiástico», italiano: Sopraintendente dello Stato Ecclesiastico) era un legado oficial de la Curia romana, un oficio casi equivalente al Cardenal Secretario del Estado, quien absorbió todas sus funciones después de que el cargo de cardenal nepote fuese abolido en 1692. Los historiadores también han comparado el cargo con el de «primer ministro», «alter ego», o al «vicepapa». La designación del cardenal nepote era, por lo general, de las primeras hechas por un papa, y su creación era acompañada por una salva de armas en el Castillo de Sant'Angelo. Tras el Papado de Aviñón, el cardenal nepote era responsable de lo espiritual y temporal del gobierno del Condado Venaissin, donde los papas de Aviñón residían, en 1475, el papa Sixto IV elevó la Diócesis de Aviñón a arzobispado, para beneficio de su sobrino Giuliano della Rovere. Los términos de oficio del cardenal nepote fueron establecidos por un breve apostólico elaborado y mejorado por los sucesores de Pío V, e incluso Paulo V (1605–1621). Asimismo, el cardenal nepote era la conexión de correspondencia con todos los nuncios y legados papales, y el prefecto de dos congregaciones: la «Consulta» y la «Congregazione del Buon Governo». El cardenal nepote era también el capitán general del ejército papal y «un canal a través del cual los beneficios fueron tanto para uno como para el otro». Sin embargo, estos roles formales no entraron en vigor durante los pontificados de los papas puesto que la mayoría de los cardenales nepotes eran de hecho «títeres» del propio pontífice.
Aunado a ello, aunque el papa León XI (1605) murió antes de poder nombrar a su sobrino Roberto Ubaldini, fue nombrado por su sucesor, el papa Paulo V en 1615. Algunos historiadores consideran a Scipione Borghese, cardenal nepote del papa Paulo V, como el «representante prototipo», de modo distinto a los que lo antecedieron, creado para «promover y supervisar el ascenso permanente social y económico de la familia papal reinante en los medios de la alta aristocracia romana». Por ejemplo, en 1616, 24 de los 30 monasterios pertenecientes a los Borghese se alquilaron, una práctica que el Concilio de Trento ya había intentado suprimir. Un análisis financiero minucioso del cardenalato de los Borghese por Reinhard Volcker (basado en una serie de libros de contabilidad que hasta la fecha han sobrevivido) examina las estrategias que los Borghese usaron para construir una fortuna durante el pontificado de su tío y los rendimientos no eclesiásticos antes de la muerte del propio Paulo V, a lo que Volcker considera ser una muestra y ejemplo de las familias papales durante el período del Barroco. Se estima que Paulo V transfirió para su familia aproximadamente el 4% del rendimiento total de la Santa Sede durante su pontificado. Los rendimientos personales de los Borghese en 1610 eran de 153 000 scudi, mucho más elevado que los anteriores 4900 scudi que constituían el rendimiento total de la familia en 1592.

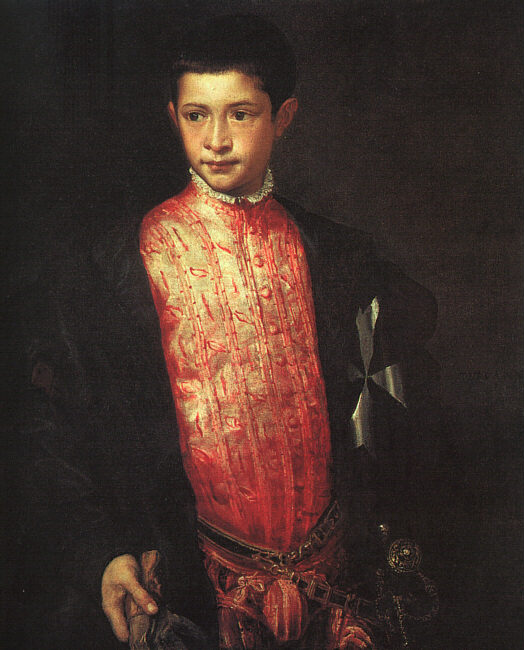
Ranuccio Farnese fue nombrado cardenal por el papa Paulo III, cuando contaba con 15 años de edad.

El papa Gregorio XIV (1590–1591) introdujo la práctica de crear cardenales nepotes cuyos nombramientos formales coincidieran con su designación, separándolo del proceso ordinario de nombrar cardenales, y, en caso de enfermedad, autorizó a su sobrino Paolo Emilio Sfondrati usar el Fiat ut petitur, un poder que más tarde disminuyó a pedido del Colegio. Paulo V emitió un motu proprio el 30 de abril de 1618, otorgando de manera formal a su cardenal nepote la misma autoridad que el papa Clemente VIII había concebido a Pietro Aldobrandini, dando inicio lo que el historiador Laurain-Portemer denominó «l'age classique'» (edad clásica) del nepotismo.
Ludovico Ludovisi, el primer cardenal nepote en ser conocido como il cardinale padrone («el cardenal jefe») acumuló una amplia gama de beneficios: el obispado de Bolonia, 23 abadías, la jefaturía de la Signatura Apostólica, y las oficinas del vicecanciller y el alto camarero, y fue capaz de redistribuirlas entre 17 de sus familiares antes de morir. Estos beneficios y oficios rendían a Ludovisi 200 000 scudi por año, y es considerado como el cardenal que actuó con «una autoridad ilimitada respecto a cualquier otro cardenal nepote anterior». En lo particular, a los cardenales nepotes les era permitido crear facultas testandi con tal de dejar sus beneficios a los miembros seculares de su familia. El sucesor de Gregorio XV, Urbano VII, convocó dos comités especiales de teólogos, ambos apoyaron dicha práctica.
No todos los cardenales nepotes fueron, en el sentido estricto, los hijos de hermanos del papa: la historiadora papal Valérie Pirie considera que la ausencia de un sobrino representaba «gran ventaja para un papa potencial», puesto que el lugar vacante quedaba abierto para cualquier cardenal aliado. Por ejemplo, el papa Clemente X entregó el oficio al cardenal Paoluzzi-Altieri, cuyo sobrino se había recientemente casado con Laura Caterina Altieri, la única heredera de la familia de Clemente. Muchos historiadores consideran a Olimpia Maidalchini, cuñada del papa Inocencio X (1644–1655), de haber sido de facto una cardenal nepote: la posición oficial se llevó a cabo por su hijo Camillo Pamphili, y luego por su sobrino Francesco Maidalchini (Pamphilj después de haber renunciado al cardenalato por contraer matrimonio), y, después de que Francesco había indicado incompetente a Camillo Astalli, su primo.
Los papas a menudo tenían pocas opciones para la creación de un cardenal nepote. Según el historiador papal Frederic Baumgartner, el pontificado del papa Sixto V (1585-1590) «comenzó mal» porque Alessandro Peretti di Montalto «era su único sobrino elegible para el cargo, pero difícilmente podría servir al papa como persona de confianza», provocando la negativa de varios cardenales para asistir a su investidura. Otro historiador papal, Ludwig von Pastor, expresa que «la desgracia del papa Pamphilj es que la única persona en su familia que tenía las cualidades necesarias para ocupar tal cargo era una mujer».
El papa Inocencio XI (1676–1689) despreciaba la práctica y sólo se ofreció para ser elegido como papa después de que el Colegio cardenalicio aceptó sus reformas, dentro de las que se incluían la prohibición del nepotismo. Sin embargo, Inocencio XI tuvo que retractarse luego de fracasar tres veces en cuanto al apoyo de la mayoría de los cardenales en una bula que prohibía el nepotismo, la cual había sido pacientemente compuesta entre 1677 y 1686. Inocencio XI negó las súplicas de la corte papal interna para llevar a su único sobrino, Livio Odescalchi, el príncipe de Sirmio (en Panonia), a Roma, a pesar de haber elevado a Carlo Stefano Anastasio Ciceri, un pariente lejano, cardenal el 2 de septiembre de 1686. El papa Alejandro VIII (1689–1691), que sucedió a Inocencio XI, fue el último papa en nombrar a un cardenal nepote. Alejandro VIII también  deshizo otra reforma de Inocencio XI que consistía en restaurar los ingresos de la antigua Cancillería de Breves Apostólicos al vicecanciller, que era en ese momento, su sobrino el cardenal Pietro Ottoboni. Edith Standen, consultora del Metropolitan Museum of Art, denomina a Ottoboni «el último y ciertamente no el menos magnífico ejemplo del esplendor de una especie extinta, el Cardenal Nepote».
Hasta 1692 (y en posteriores ocasiones), el cardenal nepote (o un cardenal laico) era el jefe de los archivos papales con el encargo de eliminar los archivos de un papado para un archivo familiar cuando el papa fallecía. En lo particular, las colecciones de los archivos familiares de los Barberini, Farnese, Chigi y Borghese contenían importantes documentos papales.